# Senouillac
Senouillac – miejscowość i gmina we Francji, w regionie Oksytania, w departamencie Tarn.
Według danych na rok 1990 gminę zamieszkiwało 879 osób, a gęstość zaludnienia wynosiła 59 osób/km² (wśród 3020 gmin regionu Midi-Pireneje Senouillac plasuje się na 380. miejscu pod względem liczby ludności, natomiast pod względem powierzchni na miejscu 773.).